# Lucy Hayes
Lucy Ware Webb Hayes (Chillicothe, 28 agosto 1831 – Fremont, 25 giugno 1889) fu la moglie di Rutherford B. Hayes, diciannovesimo presidente degli Stati Uniti d'America.

## Biografia
Nata a Chillicothe nell'Ohio, da James Webb, un fisico, e Maria Cook-Webb, Lucy rimase orfana di padre durante l'infanzia e insieme alla madre si trasferì a Delaware, nell'Ohio, dove nel 1847 incontrò Rutherford B. Hayes. Nello stesso anno Lucy Webb si iscrisse al Wesleyan Women's College (attualmente Ohio Wesleyan University); sarebbe così diventata la prima first lady laureata. Rutherford Hayes sposò Lucy Webb il 30 dicembre 1852, quando la donna aveva ventuno anni. La coppia ebbe sette figli: Sardis "Birchard Austin" Birchard Hayes (1853-1926), James Webb Cook Hayes (1856-1934), Rutherford Platt Hayes (1858-1931), Joseph Thompson Hayes (1861-1863), George Crook Hayes (1864-1866), Frances "Fanny" Hayes-Smith (1867-1950), Scott Russell Hayes (1871-1923) e Manning Force Hayes (1873-1874).
Rutherford divenne presidente nel 1877. Lucy divenne famosa con il soprannome di Lemonade Lucy (Lucy limonata), per aver abolito gli alcolici da qualunque evento che si tenne alla Casa Bianca (con l'eccezione della visita di Aleksej Aleksandrovič Romanov, durante la quale fu servito del vino). Devota metodista, Lucy Hayes conduceva i canti degli inni sacri durante le funzioni della domenica. Nel 1881, alla fine del mandato di Hayes, Lucy e il marito si ritirarono nella residenza chiamata Spiegel Grove, a Fremont nell'Ohio, dove la donna morì di ictus il 25 giugno 1889. In occasione della sua morte, le bandiere in tutti gli Stati Uniti furono tenute a mezz'asta in segno di lutto.